# Onesimos

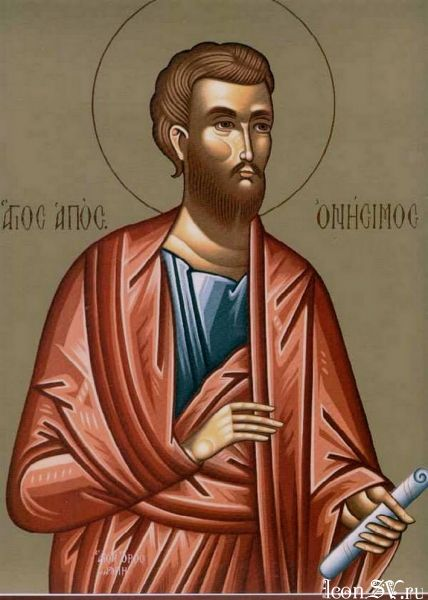
Onesimos

Onesimos var en slav som omnämns i Filemonbrevet, och som senare blev biskop av Efesos.  Han vördas som helgon och apostel i Ortodoxa kyrkor, Orientaliskt ortodoxa kyrkor och Romersk-katolska kyrkan, och hans minnesdag infaller den 16 februari.

## Biografi
Uppgifterna om Onesimos kommer från Filemonbrevet i Nya Testamentet. Onesimos hade i rädsla flytt från sin husbonde Filemon. Aposteln Paulus bad Filemon att Onesimos skall kunna återvända utan fruktan för straff. Det brukar hållas för sant att detta är densamme Onesimos som den som efterträdde Stachys som biskop av Efesos och Byzantium, vilken senare fördes som fånge till Rom där han stenades till döds. Han efterträddes av Polycarpos I av Konstantinopel.